# 2002 CX224
2002 CX224, também escrito como 2002 CX224, é um objeto transnetuniano (TNO) que está localizado no cinturão de Kuiper, uma região do Sistema Solar. Ele é classificado como um cubewano. O mesmo possui uma magnitude absoluta de 6,0 e tem um diâmetro com cerca de 278 km. O astrônomo Mike Brown lista este corpo celeste em sua página na internet como um candidato a possível planeta anão.

## Descoberta
2002 CX224 foi descoberto no dia 6 de fevereiro de 2002 pelo astrônomo Marc W. Buie.

## Órbita
A órbita de 2002 CX224 tem uma excentricidade de 0,136 e possui um semieixo maior de 46,279 UA. O seu periélio leva o mesmo a uma distância de 39,981 UA em relação ao Sol e seu afélio a 52,576 UA.